# در شن‌های سیاه (فیلم)
در شن‌های سیاه یک فیلم بلند محصول کشور اتحاد جماهیر شوروی در ژانر وسترن است که در سال ۱۹۷۲ در استودیوی لنفیلم توسط اسکندر همرایف کارگردانی شد. این فیلم در ۶ اوت ۱۹۷۳ به نمایش درآمد.